# Danderyds kyrka
Danderyds kyrka är församlingskyrka i Danderyds församling i Stockholms stift. Kyrkan ligger cirka 6 kilometer norr om Stockholm, intill den tungt trafikerade E18 mellan Stockholm och Norrtälje. 
Bredvid Danderyds kyrka ligger Klockare Malms kapell med ett andaktsrum för mindre begravningar, vigslar och dop.  
Söder om kyrkan i anslutning till kyrkogården ligger Berga gård som sannolikt härstammar från vikingatiden. Nuvarande mangårdsbyggnad är från 1700-talet.
Vid kyrkan finns runstenen U 127, en av Jarlabankestenarna.

## Kyrkobyggnaden
Kyrkan har medeltida ursprung och består av ett rektangulärt långhus med ett rakt avslutat kor i öster av samma bredd som långhuset. Norr om koret finns en vidbyggd sakristia. Byggnadens stomme är av gråsten där tegel förekommer i gavelrösten. Sin nuvarande form har kyrkan haft sedan en ombyggnad på 1600-talet. Utrymmen under jord har tillkommit på senare år. Kyrkan har putsade ytterväggar och täcks av ett resligt sadeltak som är klätt med skiffer.

### Tillkomst och ombyggnader
Föregångaren till den nuvarande kyrkan kan ha varit en träkyrka uppförd på 1100-talet, och kyrkan nämns första gången år 1314. Den nuvarande kyrkobyggnaden uppfördes omkring år 1400. Från början var den en liten gråstenskyrka med ett enskeppigt kyrkorum och en vidbyggd sakristia i norr. Vid början av 1500-talet fick familjen Banér patronatsrätt över församlingen och en ny fas tog vid i kyrkans utveckling . Omkring år 1570 byggdes kyrkan ut åt söder till dubbla bredden. Den blev en tvåskeppig hallkyrka och fick en kvadratisk planform. Under 1600-talet bekostade familjen Banér en förlängning av kyrkan. Den utbyggnaden skedde åt väster och kyrkan blev därmed treskeppig med pelare och kryssvalv. Under 1700-talet förstorades fönstren i ett antal omgångar, första gången 1757. En orgelläktare över kyrkorummets västra del uppfördes 1794. 

### Renoveringar på 1900-talet
En restaurering utfördes 1915 under ledning av arkitekt Lars Israel Wahlman då ny dörr togs upp till sakristian. Inventarier rengjordes och renoverades. Predikstolens och bänkarnas pärlgrå bemålning från 1784 avlägsnades . En ny altarring efter ritning av Wahlman tillkom. Åren 1976-1977 genomfördes en restaurering under ledning av arkitekt Uno Söderberg. Ett fläkt- och elrum byggdes till norr om kyrkan. I kyrkorummet lades ett nytt kalkstensgolv och triumfkrucifixet flyttades till sin nuvarande plats. Under kyrkan skapades källarlokaler vilka inreddes till samlingsrum, kontor, väntrum, personalrum, tvättrum, textilförvaring, toalett, förråd samt elrum. En trappa ned från sakristian anordnades. Ännu en restaurering under ledning av Uno Söderberg genomfördes åren 1979-1980. Nya bänkar tillkom som breddades och försågs med bänkvärme. Begravningsvapen och kalkmålningar konserverades .

### Tillbyggnad på 2000-talet
Under 2017 tillkom en utbyggnad längs kyrkans norra långskepp med en ny ingång. Tillbyggnaden innehåller bland annat ett rum där brudpar, körer och begravningssällskap kan samlas. Dessutom finns det en handikappanpassad toalett samt en garderob. På detta sätt är Danderyds kyrka mer anpassad för dagens behov.

## Inredning och inventarier
Kyrkan var länge den adliga släkten Banérs grav- och församlingskyrka och innehåller många minnen från den tiden. Mellan 1508 och 1813 ägde släkten Banér Djursholms slott och ett stort markområde i Danderyd och på Lidingö. 
- Under kyrkans kor finns två gravvalv där släktens medlemmar är begravda.
- Ett stort gravmonument i kyrkans sydöstra del är rest till minne av Svante Gustafsson Banér och hans maka Ebba Grip. Gravmonumentet är skapat av den holländske skulptören och arkitekten Aris Claeszon [4].
- Dörren till sakristian består av hopnitade järnplåtar och härstammar troligen från senare delen av 1500-talet [2] [1].
- Altaruppsatsen härstammar från 1707 och är skänkt till minne av Johan Gabriel Banér. Altaruppsatsen, som är så gott som identisk med altaruppsatsen i Frösö kyrka,[5] skildrar Jesu födelse och visar på Kristus som smärtornas man.
- Predikstolen är en gåva från Ebba Grip till minne av maken Svante Gustafsson Banér som avled 1628. Den är tillverkad av ek och har skulpturer i vitt lövträ [2].
- Bland övriga inventarier finns en Kristusstaty från 1100-talet, ett triumfkrucifix från 1200-talet, en madonnaskulptur från 1300-talet samt flera begravningsvapen[4].
- Nuvarande dopfunt från 1976 är skuren i jugoslavisk ek av Danderydskonstnären Maj Starck. På dopfuntsfoten finns ett skulpterat odjur som biter efter en kvinna som står i en månskära (Uppenbarelseboken 12:1-6). Kvinnan som inte skadas av odjuret är en bild på frälsningen i dopet. Runt cuppan finns reliefer som skildrar Jesu barndomshistoria [2].
- Av äldsta dopfunten, som sannolikt är byggd i Gotland på 1200-talet, återstår bara foten [2].
- Nuvarande orgel är invigd söndagen den 15 oktober 1972. Orgeln är byggd av Walther Thür i Torshälla och har nio stämmor i huvudverket, åtta i bröstverket, tio i svällverket samt sju i pedalverket. Den eleganta fasaden med sitt inbyggda ur härstammar från den orgel som byggdes 1793-94. En kororgel byggd av Olof Grönlund i Gammelstad, Luleå har tillkommit 1967.
- På östra gaveln och norra långväggen finns kalkmålningar kvar, vilket antyder storleken på den ursprungliga kyrkan. Målningarna beräknas vara från tiden runt 1530, tiotalet år efter det att ätten Banér blev ägare till Djursholmsgodset.[4].

### Orgel
- 1793 byggde Jonas Ekengren och Olof Schwan i Stockholm en orgel.
- 1900 byggde Åkerman & Lund, Stockholm en orgel med 12 stämmor, två manualer och pedal. 1942 byggdes orgeln om av Bo Wedrup, Uppsala och fick då 15 stämmor, två manualer och pedal.
- Den nuvarande orgeln byggdes 1965 av Olof Hammarberg, Göteborg och är en mekanisk orgel. Orgeln tillbyggdes 1972 av Walter Thür Orgelbyggen AB, Torshälla. Orgeln har en cymbelstjärna. Fasaden är från 1793 års orgel.

| Huvudverk I         | Svällverk II      | Solo III       | Pedal          | Koppel |
| Principal 8'        | Rörgedakt 8'      | Gedakt 8'      | Subbas 16´     | I/P    |
| Rörflöjt 8'         | Fugara 8'         | Rörflöjt 4'    | Gedakt 8'      | II/P   |
| Oktava 4'           | Principal 4'      | Principal 2'   | Oktava 4'      | III/P  |
| Spetsflöjt 4'       | Traversflöjt 4'   | Blockflöjt 2'  | Koppelflöjt 2' | II/I   |
| Oktava 2'           | Waldflöjt 2'      | Sivflöjt 1'    | Mixtur 4 chor  |        |
| Sesquialtera 2 chor | Nasat 1 1/3'      | Cymbel 2 chor  | Fagott 16'     |        |
| Mixtur 4-5 chor     | Scharf 4 chor     | Rörskalmeja 8' | Clairon 4'     |        |
|                     | Cymbel 3 chor     | Tremulant      |                |        |
|                     | Dulcian 16'       |                |                |        |
|                     | Obo e 8'          |                |                |        |
|                     | Tremulant         |                |                |        |
|                     | Crescendosvällare |                |                |        |

#### Kororgel
Den nuvarande kororgeln byggdes 1967 av Grönlunds Orgelbyggeri AB, Gammelstad och är en mekanisk orgel.
| Manual        |
| Gedackt 8'    |
| Rörflöjt 4'   |
| Principal 2'  |
| Scharf 2 chor |

## Klockstapeln
En fristående klockstapel står på en höjd strax öster om kyrkan. Klockstapeln är klädd med tjärad panel, har en spånklädd böjd huv krönt med en vindflöjel som bär årtalet 1728. I stapeln hänger tre klockor. De båda mindre klockorna är från 1539 och 1717 men göts om år 1841. Den stora klockan är från 1953, då församlingen firade 300 år som eget pastorat. .
Danderyds kyrkklockor nämns, med orden "...och Dandryds klockor pinglade jämt...", av Carl Michael Bellman i Fredmans epistel nr 80, Liksom en herdinna, "angående Ulla Winblads lustresa till Första Torpet utom Kattrumps Tullen".

## Bildgalleri

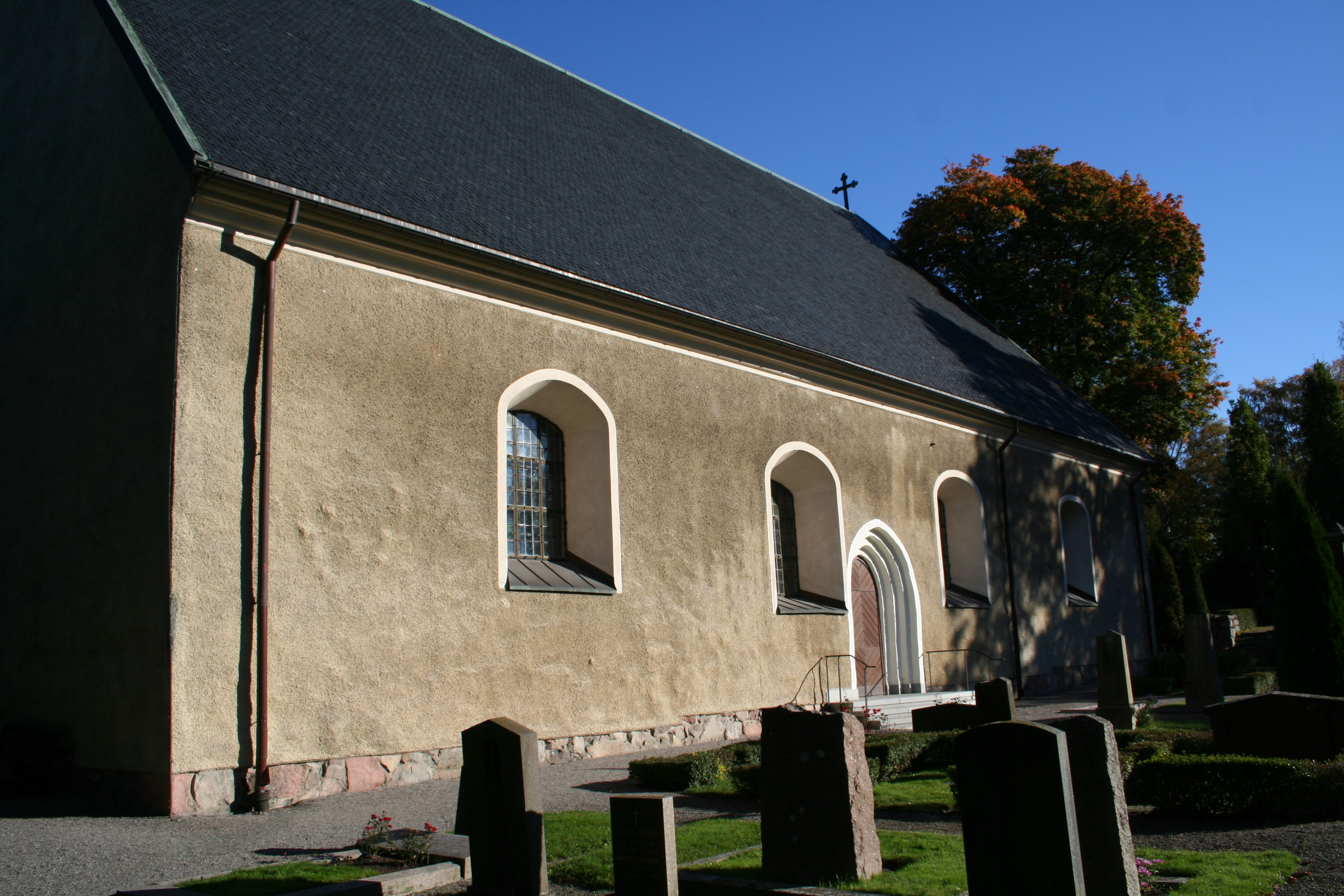
Södra sidan av kyrkan
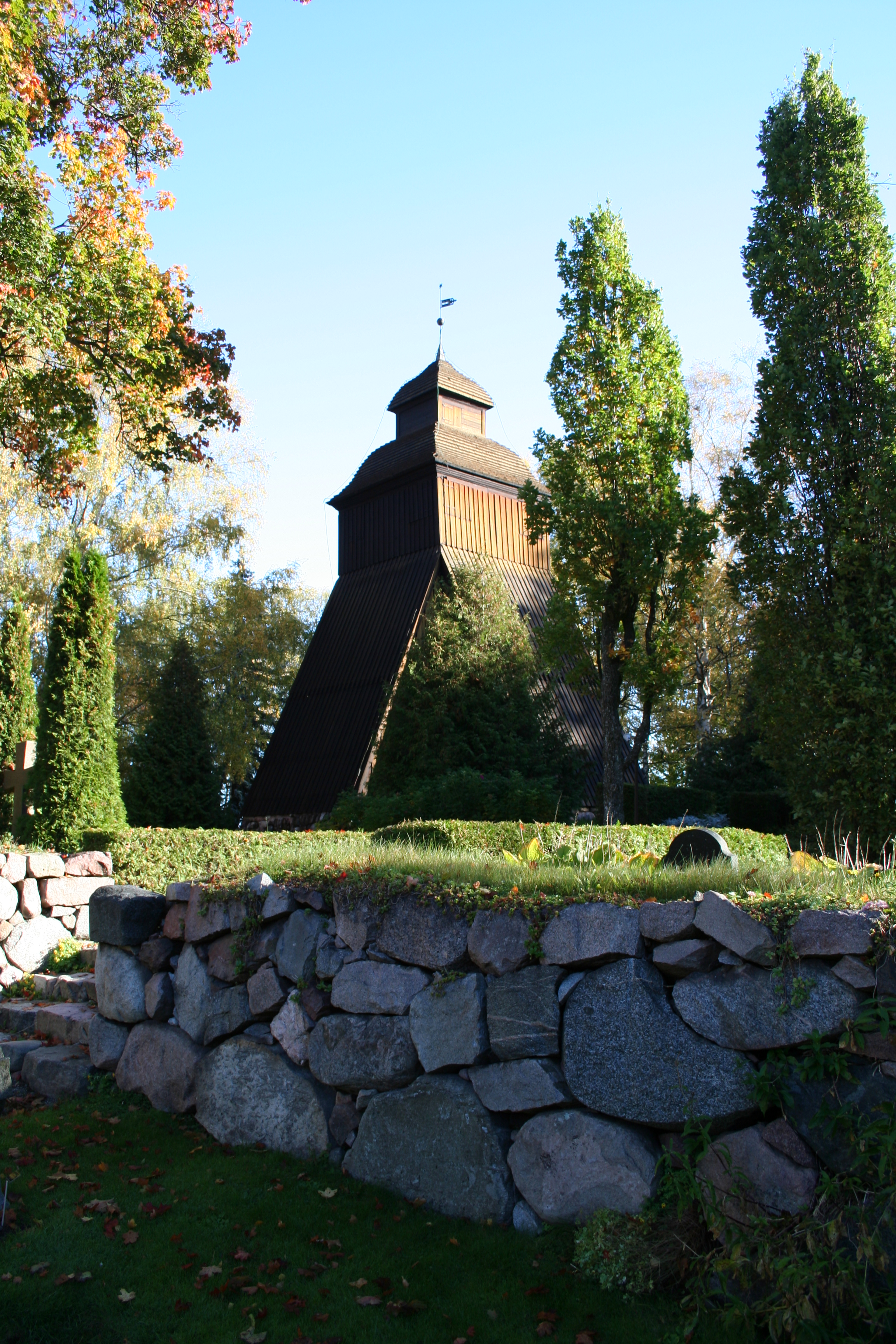
Klockstapeln
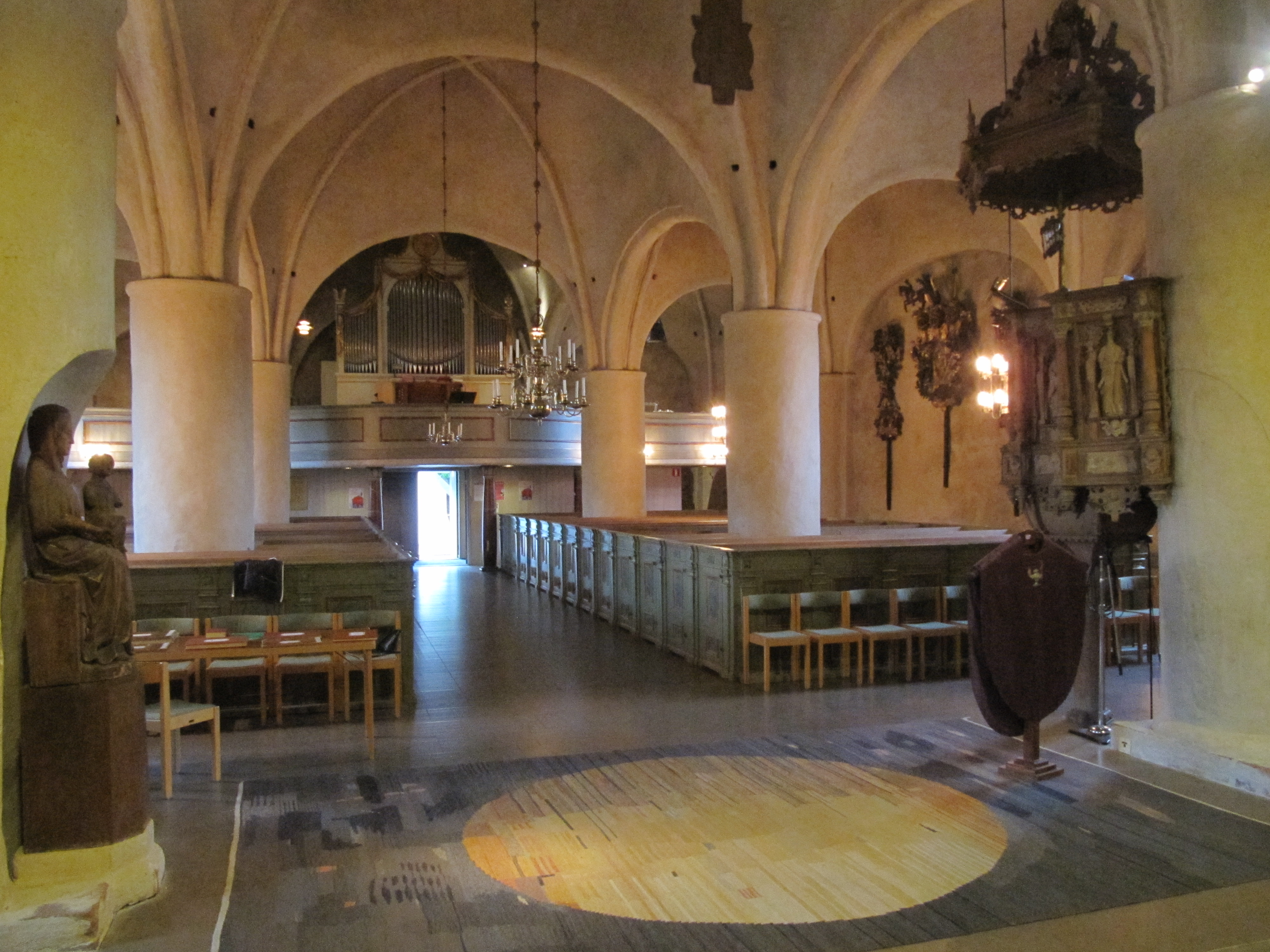
Kyrkorum mot väster
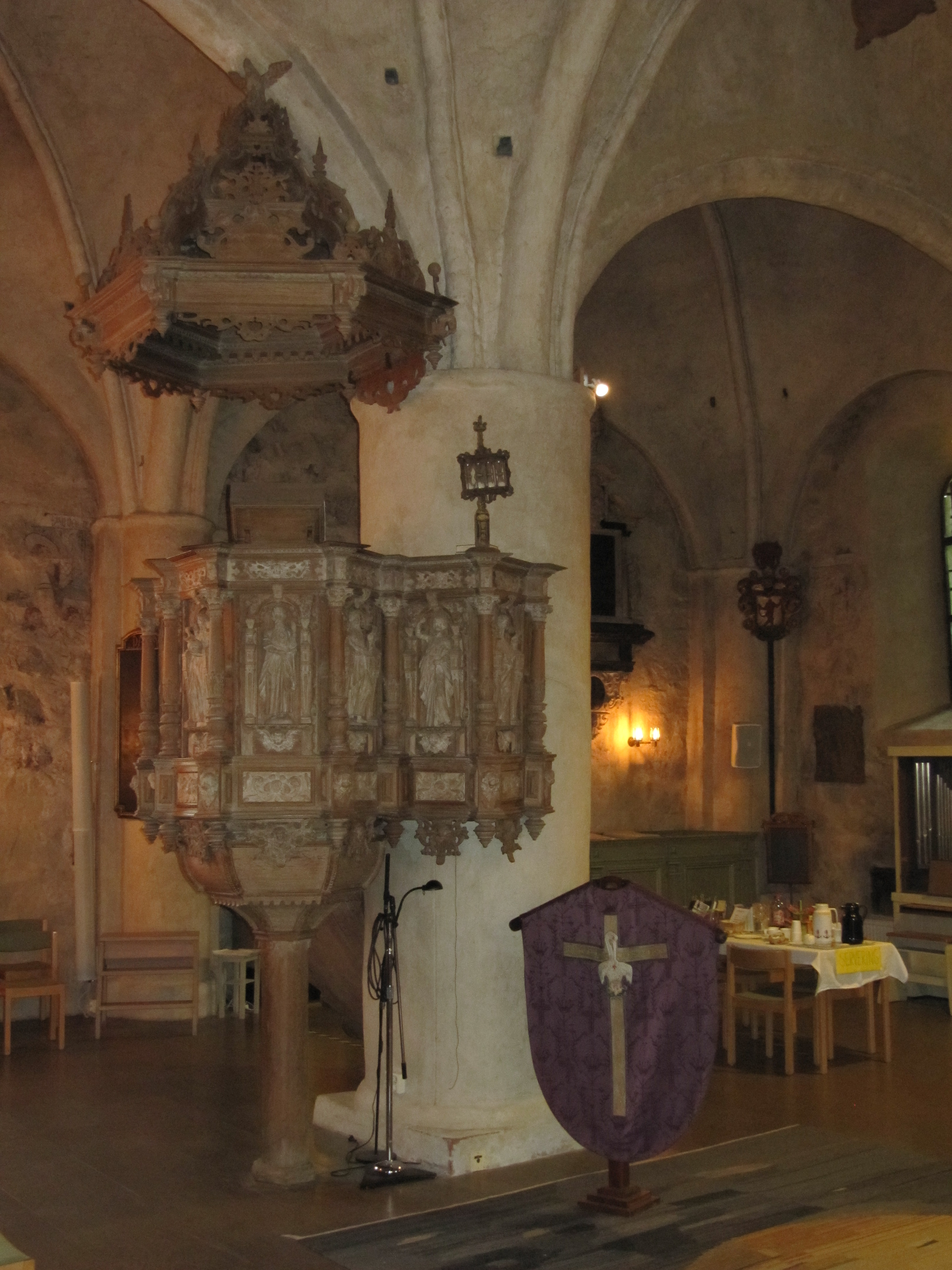
Predikstol
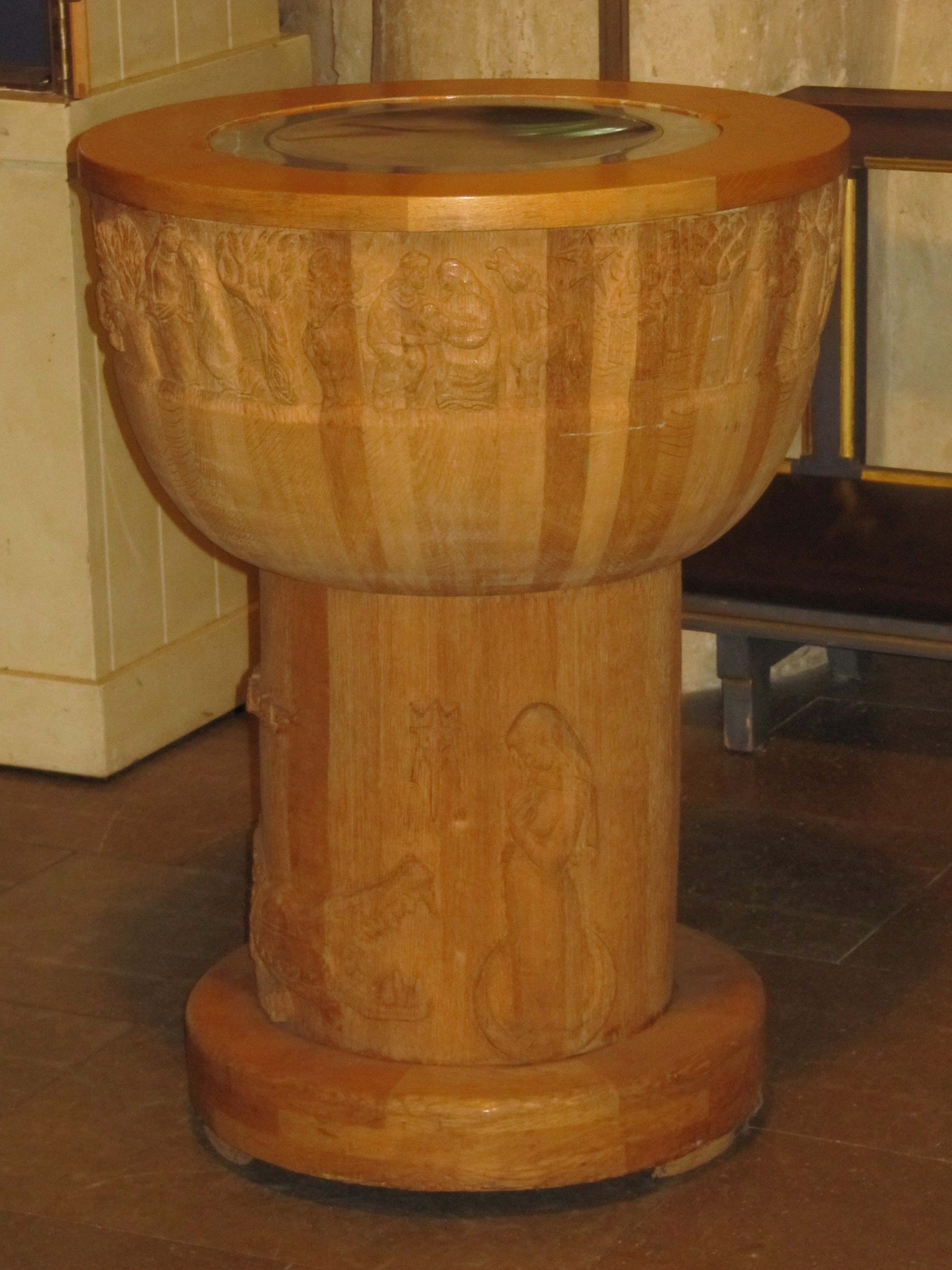
Dopfunt
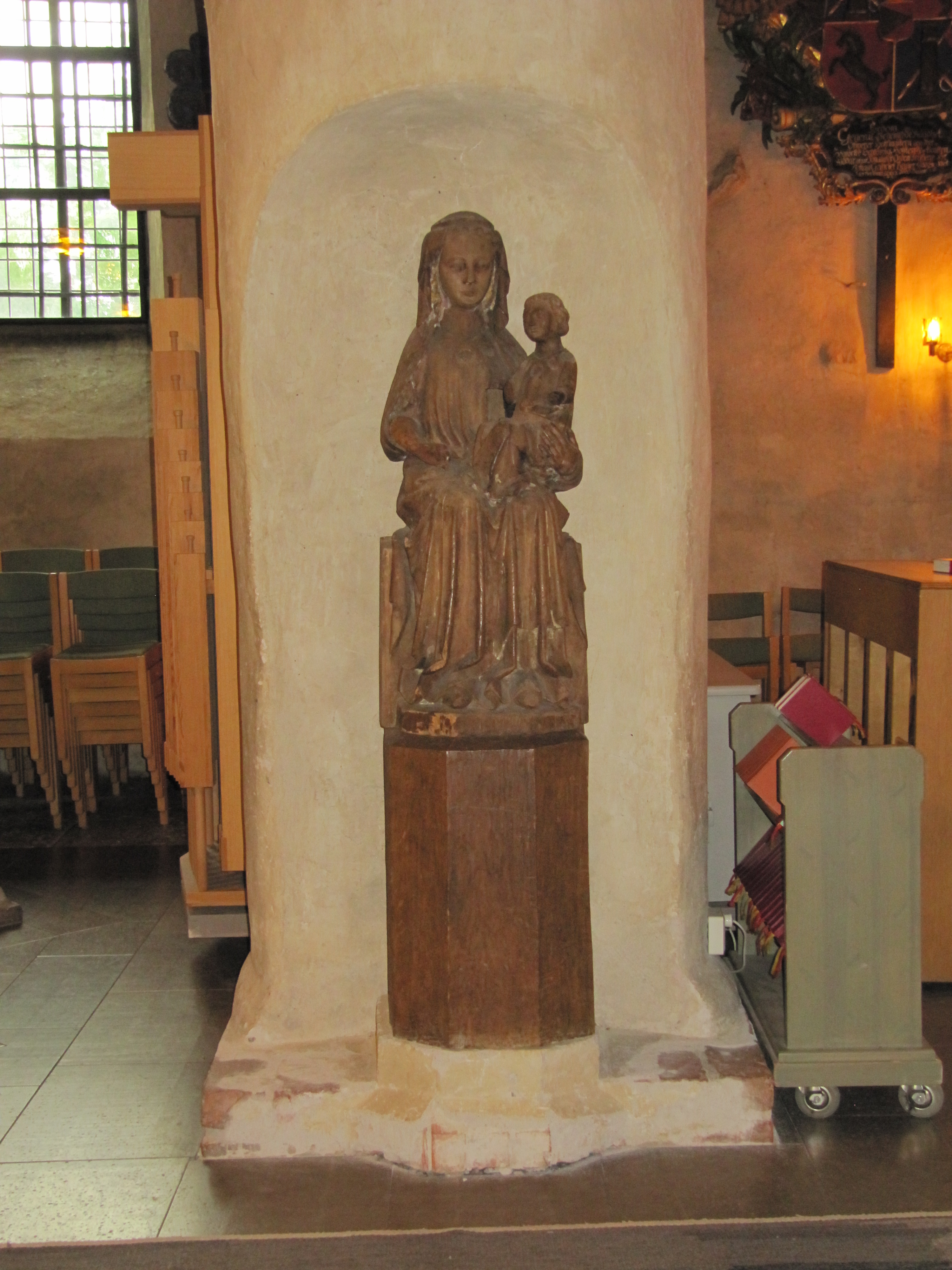
Maria med barnet